# هولي فلانس
هولي فلانس (بالإنجليزية: Holly Rachel Vukadinović)‏ (بالصربية:Холи Рејчел Вукадиновић) (ولدت في 11 مايو 1983)في مدينة ميلبورن معروفة باسمها الفني هولي فلانس (بالإنجليزية: Holly Valance)‏ وهي عارضة و ممثلة و مغنية أسترالية.

## روابط خارجية
- هولي فلانس على موقع IMDb (الإنجليزية)
- هولي فلانس على موقع ألو سيني (الفرنسية)
- هولي فلانس على موقع ميوزك برينز (الإنجليزية)
- هولي فلانس على موقع أول موفي (الإنجليزية)
- هولي فلانس على موقع قاعدة بيانات الأفلام السويدية (السويدية)
- هولي فلانس على موقع إن إن دي بي (الإنجليزية)
- هولي فلانس على موقع أول ميوزيك (الإنجليزية)
- هولي فلانس على موقع ديسكوغز (الإنجليزية)
- هولي فلانس على موقع قاعدة بيانات الفيلم (الإنجليزية)
- هولي فلانس على موقع كينوبويسك (الروسية)